# 基内维尔
基内维尔（法語：Quinéville，法語發音：[kinevil]）是法国芒什省的一个市镇，属于瑟堡区。

## 地理
基内维尔（49°30'44"N, 1°17'50"W）面积4.6 平方千米，位于法国诺曼底大区芒什省，该省份为法国西北部沿海省份，西、北、东北三面环大西洋，东起顺时针与卡爾瓦多斯省、奧恩省、马耶讷省和伊勒-维莱讷省接壤。
与基内维尔接壤的市镇（或旧市镇、城区）包括：莱斯特尔、滨海丰特奈、奥兹维尔。

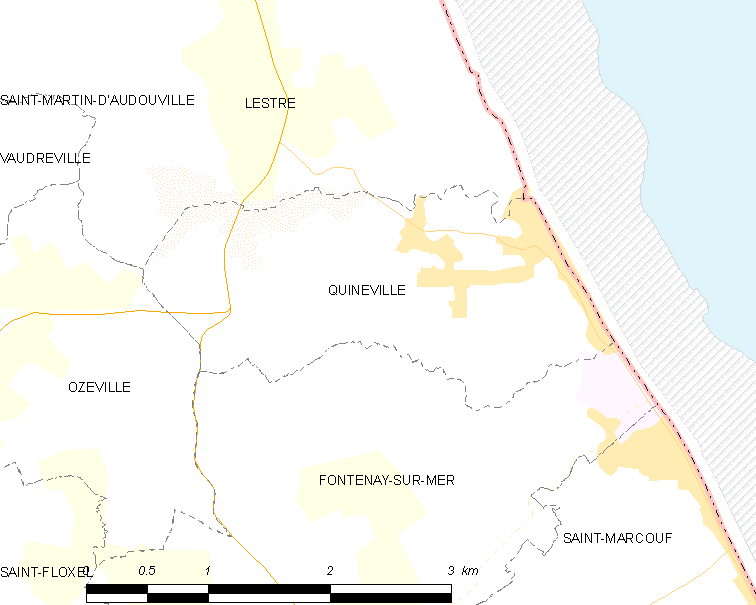
基内维尔的OSM定位图

基内维尔的时区为UTC+01:00、UTC+02:00（夏令时）。

## 行政
基内维尔的邮政编码为50310，INSEE市镇编码为50421。

## 政治
基内维尔所属的省级选区为瓦洛涅县。

## 人口

1962-2008年间基内维尔人口变化图示

基内维尔于2022年1月1日时的人口数量为260人。